# Eotetranychus pomeranzevi
Eotetranychus pomeranzevi är en spindeldjursart som först beskrevs av Reck 1956.  Eotetranychus pomeranzevi ingår i släktet Eotetranychus och familjen Tetranychidae. Inga underarter finns listade i Catalogue of Life.